# Zwis (ornament)

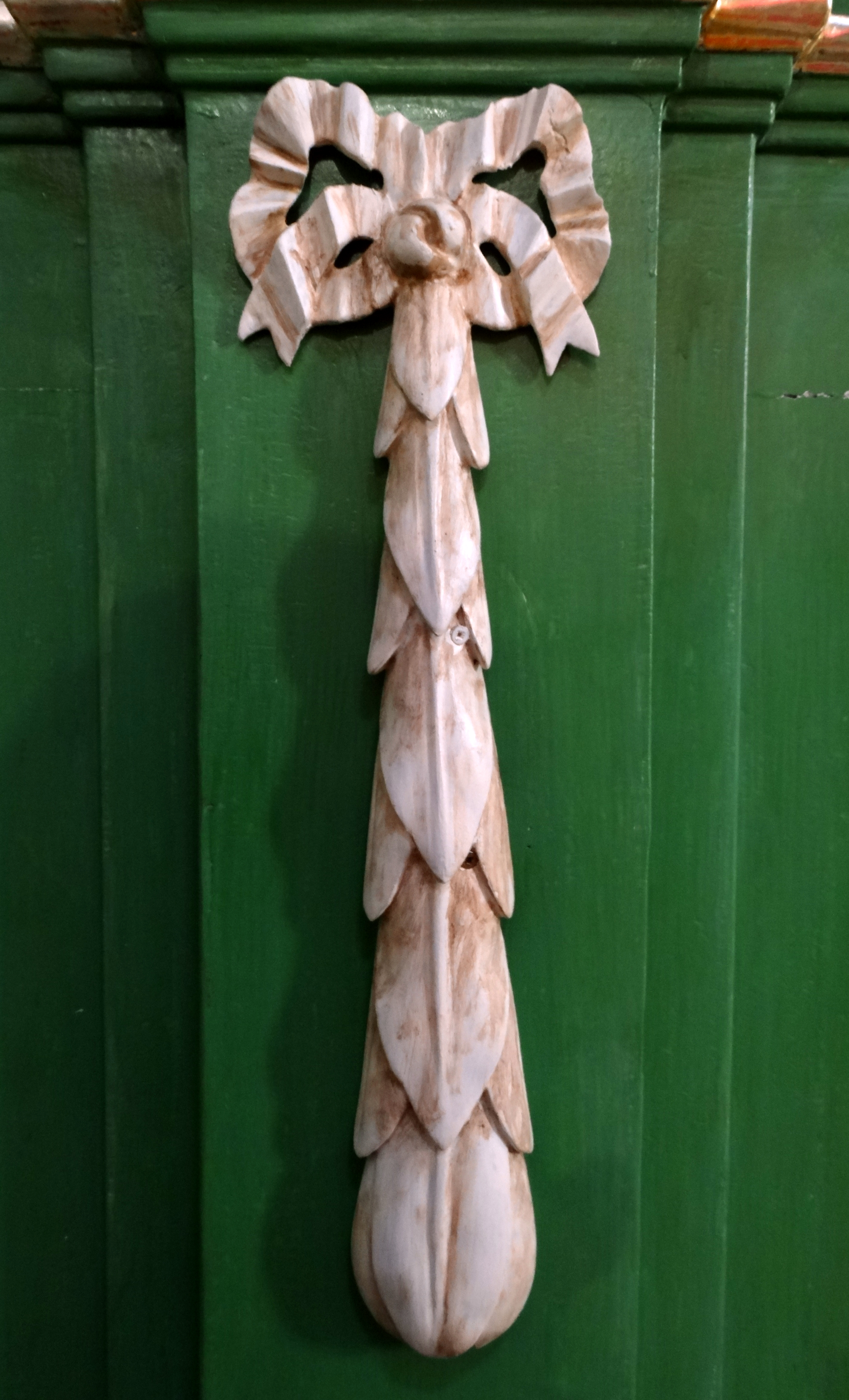
Zwis w kościele pw. Wniebowzięcia NMP w Hebdowie

Zwis – ornament w formie pęku liści, kwiatów, owoców itp., często związanych wstęgą podwieszony tylko w jednym punkcie.
Dekoracje takie stosowane były w renesansie i baroku (od XVI do połowy XVIII wieku).